# キヌレニン-7,8-ヒドロキシラーゼ
キヌレニン-7,8-ヒドロキシラーゼ（kynurenine 7,8-hydroxylase）は、トリプトファン代謝酵素の一つで、次の化学反応を触媒する酸化還元酵素である。
キヌレニン + 還元型受容体 + O2 {\displaystyle \rightleftharpoons } 7,8-ジヒドロ-7,8-ジヒドロキシキヌレニン + 受容体
この酵素の基質はキヌレニン、還元型受容体とO2で、生成物は7,8-ジヒドロ-7,8-ジヒドロキシキヌレニンと受容体である。
この酵素は酸化還元酵素に属し、基質に特異的に作用する。酸素は酸化剤として還元されると同時に基質に取り込まれる。組織名はkynurenate,hydrogen-donor:oxygen oxidoreductase (hydroxylating)で、別名にkynurenic acid hydroxylase、kynurenic hydroxylase、kynurenate 7,8-hydroxylaseがある。